# Gips II
Gips II – jedna z kilku skał grupy Gips na wzgórzu Łężec na Wyżynie Częstochowskiej. Skały te znajduje się na północnych stokach wschodniej części wzgórza, w obrębie miejscowości Morsko w województwie śląskim, w powiecie zawierciańskim w gminie Włodowice i zaliczane są do grupy Skał Morskich.
Skały Gipsu tworzą dość nieregularnie rozrzucony po lesie pas skał o długości około 300 m. Dopiero od 1994 roku stały się obiektem wspinaczki skalnej i rejon ten nie jest jeszcze całkowicie przez wspinaczy wyeksploatowany, nadal istnieje możliwość tworzenia nowych dróg. Skały znajdują się poza szlakami turystycznymi i są dość rzadko odwiedzane przez wspinaczy, co zapewnia wspinaczkę w ciszy oraz w cieniu. Skała Gips II znajduje się na zachodnim krańcu grupy Gips, na stoku powyżej skał Gips I i Gips III. Zbudowana jest z twardych wapieni skalistych, ma ściany połogie lub pionowe, o wysokości kilkunastu metrów z filarami, rysami, kominkiem i niewielkim okapem. Na północnej ścianie Gipsu I jest 6 dróg wspinaczkowych o trudności od V do VI.4 w skali polskiej. Wszystkie mają stałe punkty asekuracyjne: ringi (r) i stanowiska asekuracyjne (st).

## Drogi wspinaczkowe
1. Lewą marsz VI.2, 14 m (4r+st)
2. Sprzątanie świata VI.2, 14 m (4r+st),
3. Bukowy kominek VI, 13 m (5r+st)
4. Marzenia za grosz VI.2, 13 m (5r+st)
5. Kryształowa rysa V, 12 m (4r+st),
6. Mamutowy filarek VI.4, 18 m (8r+st)
7. Mamutowy filarek z obejściem VI.1+, 18 m (8r+st)[4].

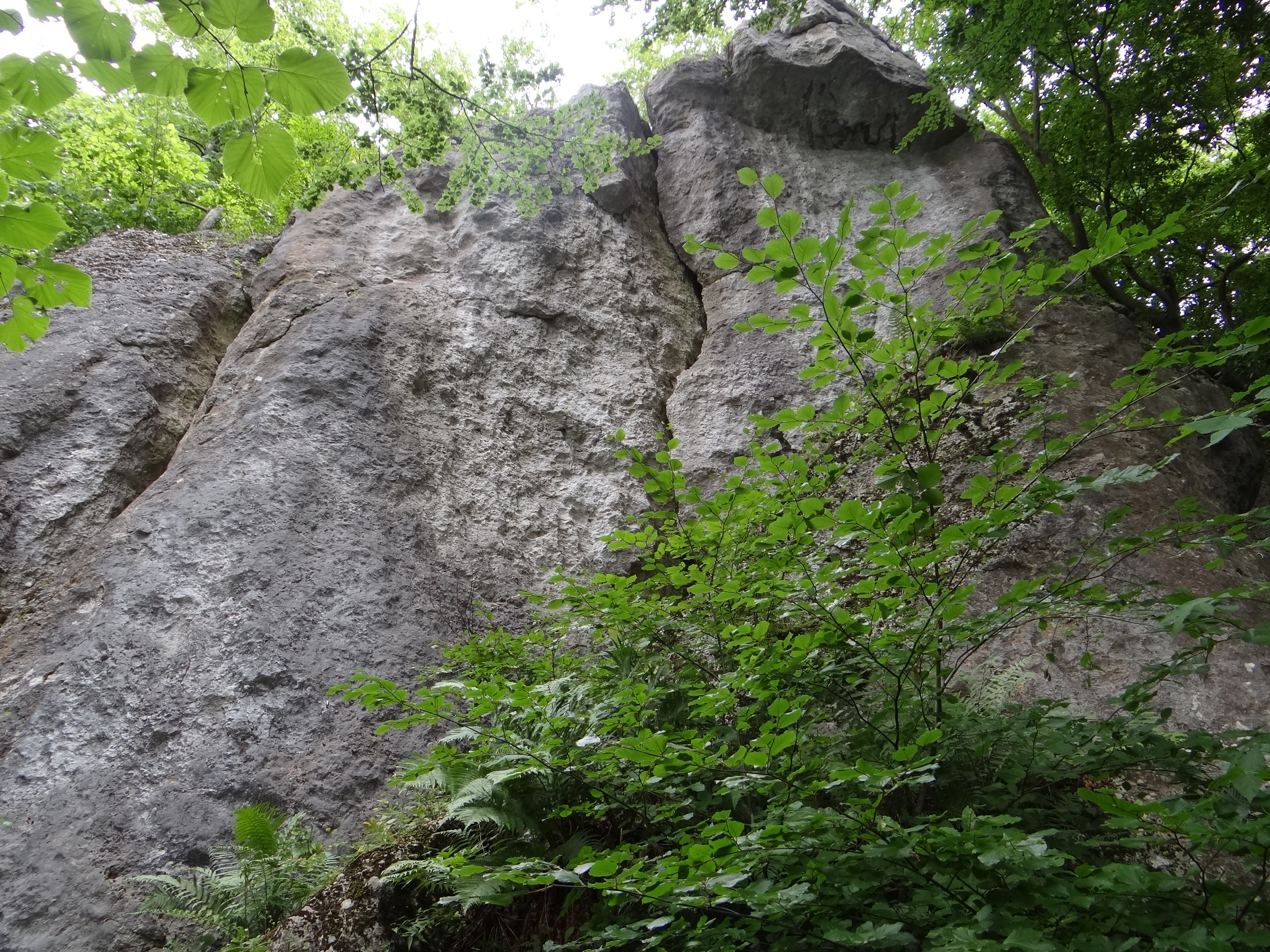
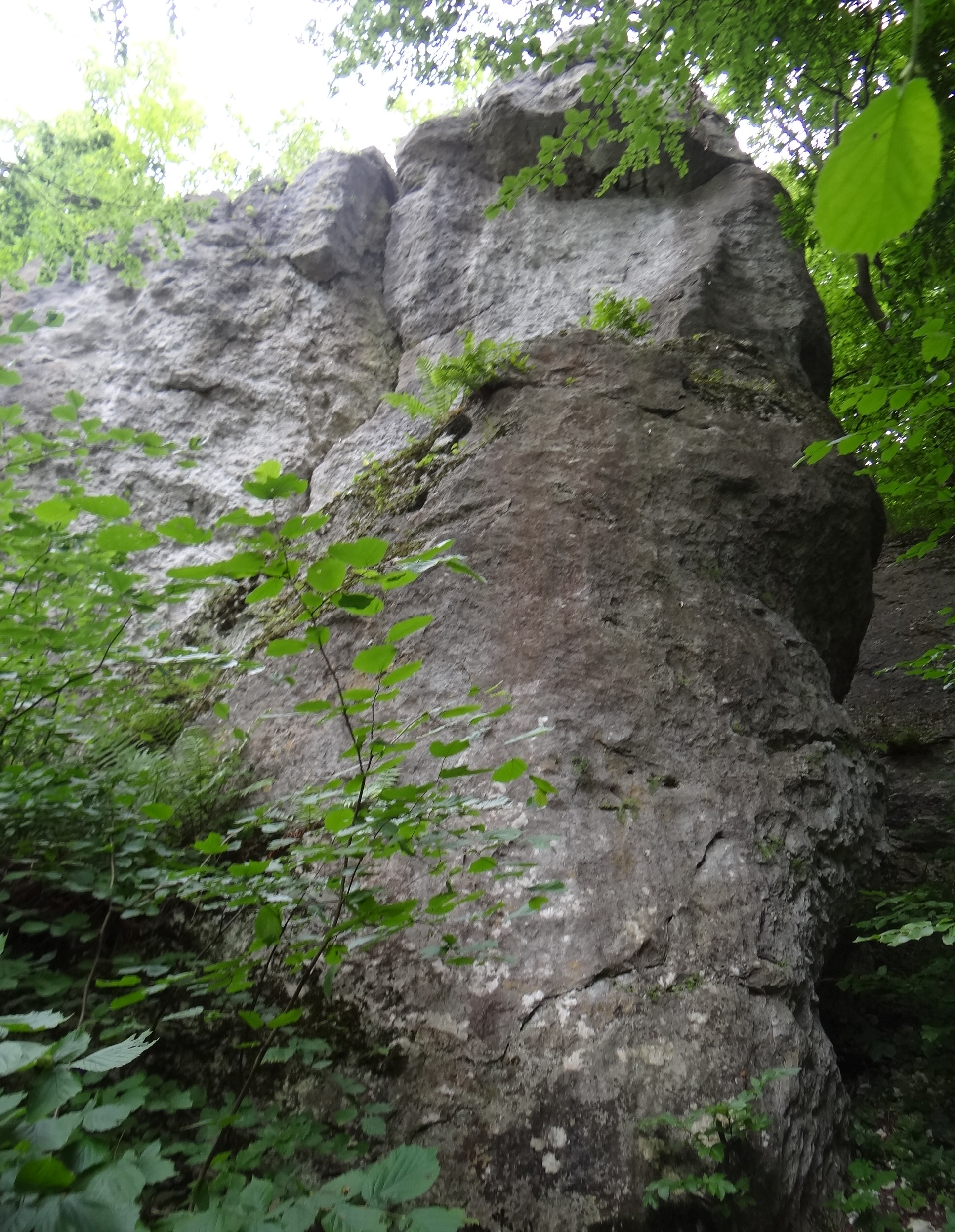
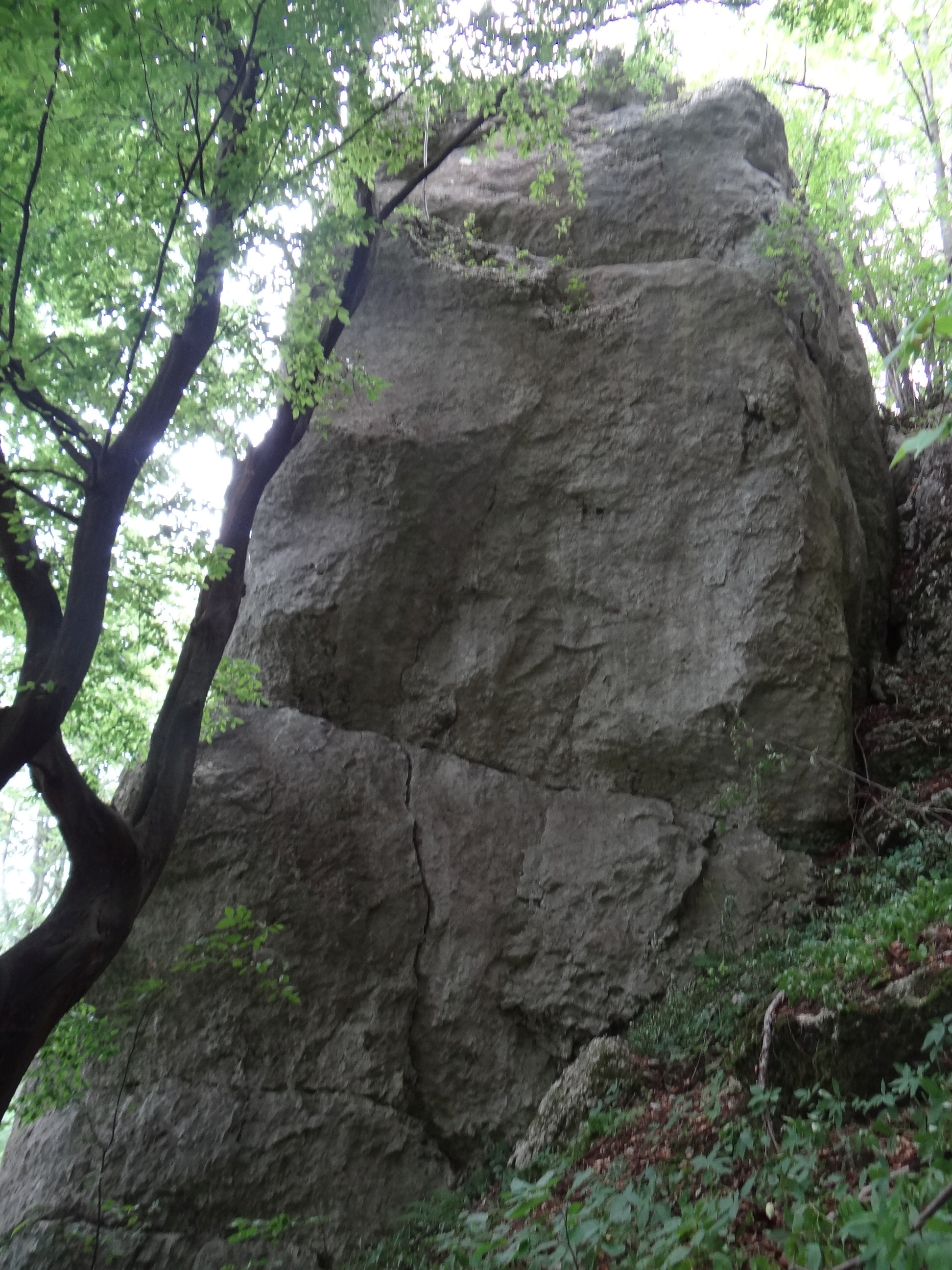
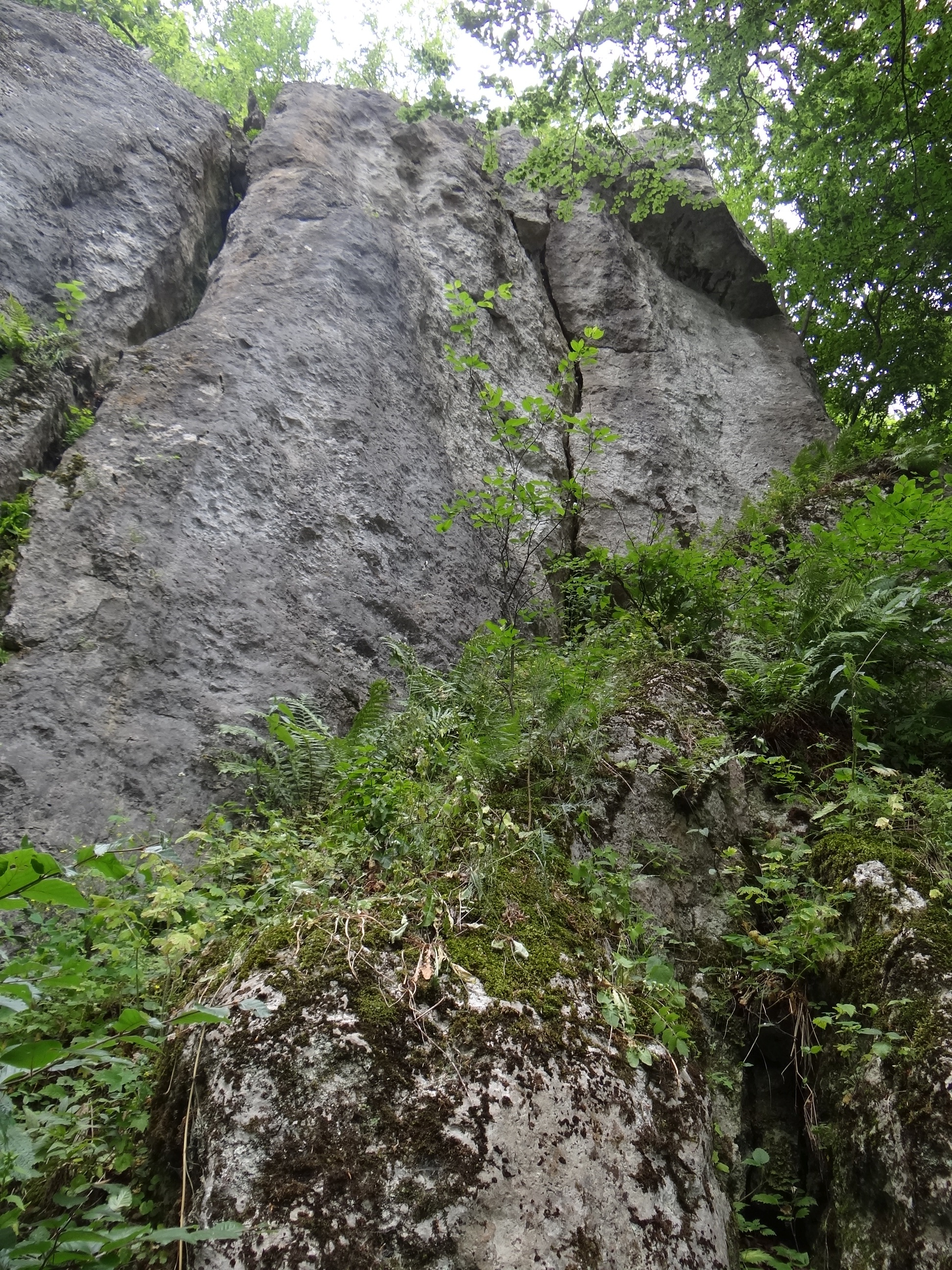
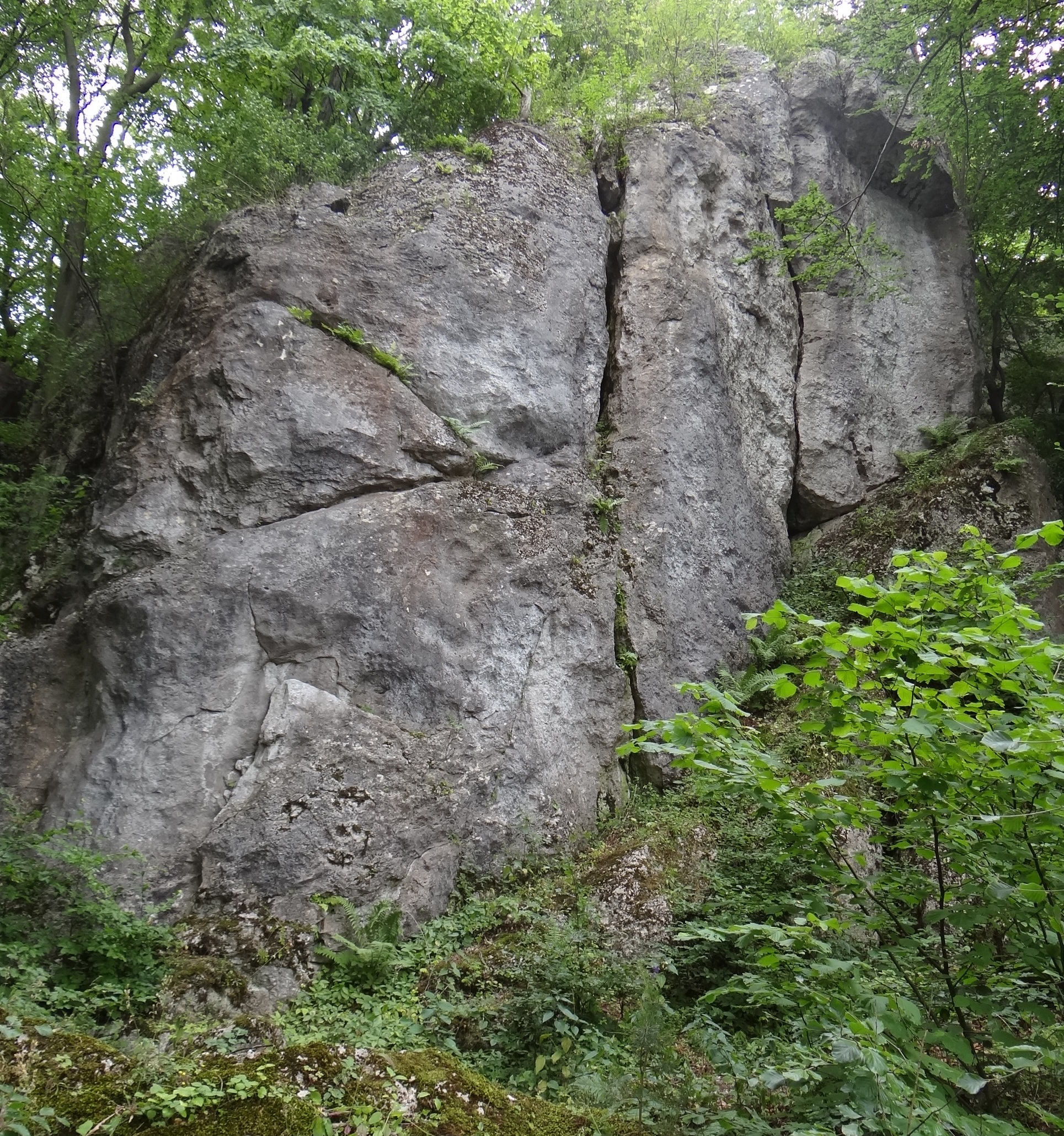